# Jodła wspaniała
Jodła wspaniała (Abies magnifica A. Murray) – gatunek drzewa należący do rodziny sosnowatych. Występuje w Górach Kaskadowych, masywie Shasta oraz w paśmie Sierra Nevada na terenie Ameryki Północnej w Stanach Zjednoczonych.

## Morfologia

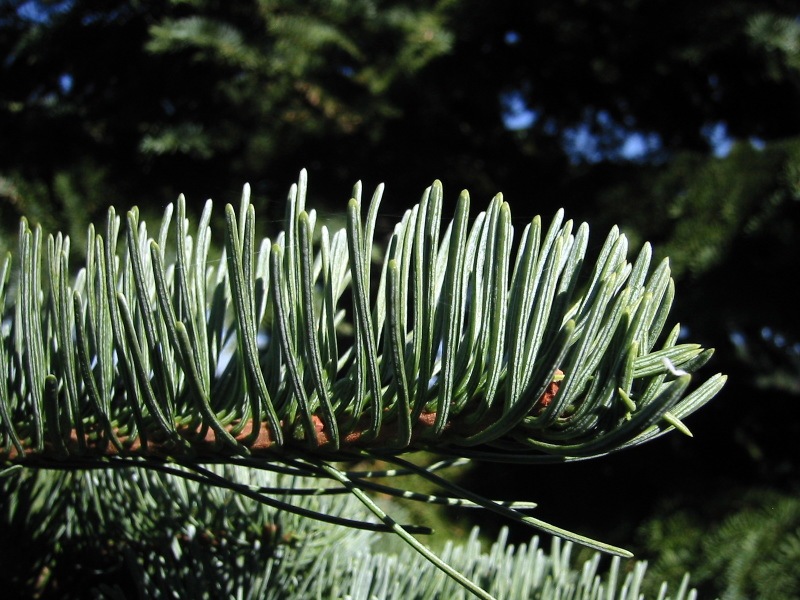
Liście

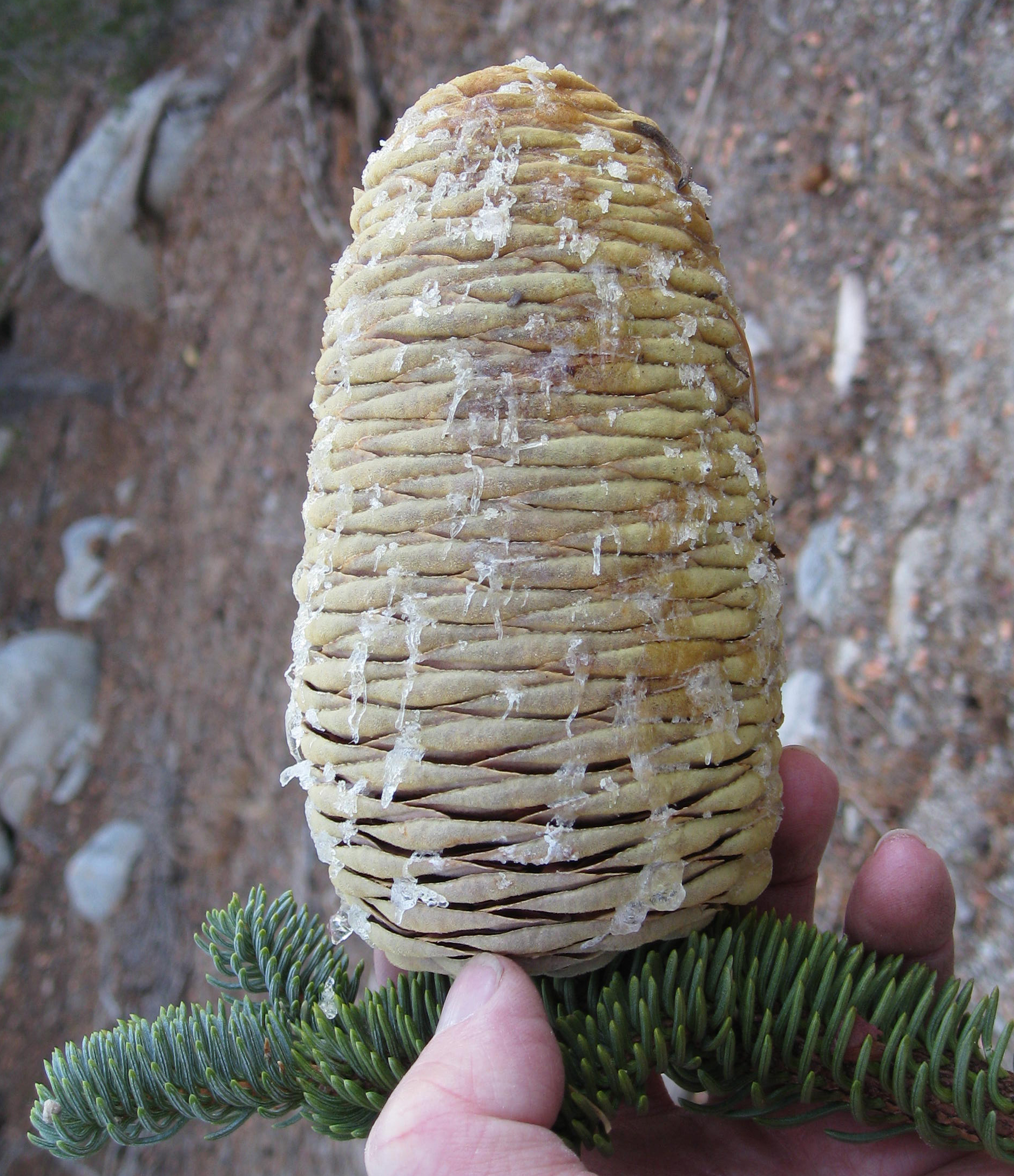
Szyszka

PokrójStożkowe, wąskie drzewo dorastające 40 m wysokości. Krótkie, regularne gałęzie nadają mu symetryczny wygląd.
KoraGruba, pokryta głębokimi bruzdami o czerwonawym zabarwieniu.
LiścieSzarozielone igły o długości 3,5 cm. W przekroju niemal koliste, wygięte pałąkowato do góry. Wyrastają w rozmaitych kierunkach. Po obu stronach widoczne delikatne paski.
KwiatyKwiaty męskie są purpurowo-czerwone, umiejscowione na zakończeniach pędów. Kwiaty żeńskie wyrastają tylko w pobliżu wierzchołka drzewa.
SzyszkiWyprostowane, gładkie, złocistozielone, sterczące dorastające do 20 cm długości.

## Biologia i ekologia
Fanerofit. Roślina jednopienna, wiatropylna. Rośnie w lasach iglastych na wysokości 1400 - 2700 m n.p.m.